# ام۱ کارابین
ام۱ کارابین نوعی تفنگ کارابین سبک نیمه‌اتوماتیک است که از سلاح‌های اصلی ارتش آمریکا در جنگ جهانی دوم، جنگ کره و جنگ ویتنام بود و به‌طور گسترده مورد استفاده ارتش، نیروهای شبه‌نظامی، پلیس و شهروندان عادی آمریکا و بسیاری از کشورهای دیگر بود.
تولید ام۱ کارابین برای تکمیل تفنگ پرقدرت ام۱ گرند در نیروهای مسلح آمریکا صورت گرفت. با افزایش تعداد سربازانی که وظیفه‌ای تخصصی را در جبهه برعهده داشتند و تفنگ سازمانی سلاح اصلی آن‌ها نبود، نیاز به تفنگی سبک‌تر و کوچک‌تر از ام۱ احساس می‌شد. سلاح‌های جایگزین مانند اسلحه کمری کلت ام۱۹۱۱ یا رولور ام۱۹۱۷ هرچند بسیار سبک و کوچک بودند اما دقت و قدرت مناسبی نداشتند و مسلسل دستی تامسون هم سنگین بوده و در مسافت‌های معمول جنگ دقت مطلوب و نفوذپذیری گلوله مناسبی نداشت. برای حل این مشکل کارابین ام۱ طراحی شده و در سال ۱۹۴۲ تولید شد که در مقایسه با ام۱ گرند بسیار سبک‌تر، و کوچک‌تر و استفاده از آن آسان‌تر بود، فشنگ‌های آن نیز تقریباً نصف فشنگ ام۱ گرند وزن داشته و امکان حمل مهمات بیشتری را برای سربازان فراهم می‌کرد. هرچند قدرت و برد این سلاح نسبت به ام۱ کمتر بود اما دقت و قدرت نفوذپذیری فشنگ ۳۰. کارابین در مقایسه با فشنگ‌های مورد استفاده سلاح‌های کمری و مسلسل تامسن کاملاً برتری داشت.
ام۱ کارابین و ام۱ گرند با وجود نام مشابه ارتباطی با یکدیگر ندارند و فشنگ‌های متفاوتی را شلیک می‌کنند. کارابین ام۱ فشنگ ۳۰. کارابین را شلیک می‌کند که با کالیبر ۷٫۶۲ میلی‌متری قطر مساوی با فشنگ  ۳۰٫۰۶ اسپرینگفیلد با کالیبر ۶۳ × ۷٫۶۲  مورد استفاده در ام۱ گارند داشته اما طول آن تقریباً به نصف کاهش یافته است.
ام۱ کارابین در سه مدل اصلی ساخته شد. در سال ۱۹۴۴ مدل دوم این سلاح با نام ام۲ تولید شد که قابلیت آتش رگبار را داشت و نواخت تیر تئوریک آن ۸۵۰ تا ۹۰۰ در دقیقه بود. خشاب‌های ۳۰ فشنگه هم برای این مدل تولید شده بود. مدل ام۳ هم که اولین بار در نبرد اوکیناوا در واقع ام۲ همراه با دوربین مادون قرمز دید در شب بود. با این دوربین سربازان آمریکایی برای نخستین بار امکان مشاهده سربازان ژاپنی را در تاریکی کامل شب تا فاصله حدود ۶۵ متری پیدا کرده بودند. برآورد می‌شود که ۳۰ درصد کل تلفات ژاپنی‌ها در این نبرد بر اثر شلیک تفنگ‌های کارابین ام۳ و دوربین‌های مادون قرمز آن رخ داده است
در مجموع حدود ۶٫۵ میلیون قبضه ام۱ در کارخانه‌های مختلف آمریکا در طول جنگ جهانی دوم تولید شد که آن را پرتولیدترین سلاح سبک آمریکا در این دوران ساخت. از ام۱ گرند حدود ۶ میلیون قبضه و مسلسل‌های دستی تامسن کمتر از ۲ میلیون قبضه تولید شد. از نظر قیمت هم ام۱ کارابین بر این دو سلاح برتری داشت. تولید هر قبضه کارابین در ابتدای جنگ جهانی دوم حدود ۴۵ دلار هزینه داشت که حدود نصف هزینه ۸۵ دلاری ام۱ گرند و یک‌پنجم هزینه ۲۲۵ دلاری مسلسل تامسن بود.
ام۱ کارابین قابلیت نصب نارنجک‌انداز ۲۲ میلی‌متری ام۸ و سرنیزه ام۴ را داشت. این تفنگ با فشار مستقیم گاز باروت مسلح می‌شود و از اولین تفنگ‌های چندمنظوره‌ای بود که با قرار دادن خشاب از زیر تغذیه می‌شد. خشاب‌های ام۱ کارابین در دو نوع ۱۵ و ۳۰ فشنگه تولید می‌شدند. وزن ام۱ کارابین خالی ۲ کیلو و ۴۰۰ گرم، طول آن ۹۰ سانتی‌متر و طول لوله ۴۶ سانتی‌متر بود. سبکی و اندازه کوچک و جمع‌وجور آن را برای افراد غیرحرفه‌ای، جنگ‌های چریکی، و شهری بسیار مناسب ساخته بود.